# Lea floridensis
Lea floridensis är en insektsart som först beskrevs av William Beutenmüller 1903.  Lea floridensis ingår som enda art i släktet Lea och familjen vårtbitare.

## Underarter
Arten delas in i följande underarter:
- L. f. floridensis
- L. f. divergens